# Широконоси маймуни
Широконоси (Platyrrhini), или Маймуни на Новия свят, се наричат маймуните разпространени в тропичните гори на Централна и Южна Америка. В съвременната класификация на бозайниците тези примати се делят на четири семейства: Callitrichidae (мармозетки и тамарини), Cebidae (капуцини и саймирита), Pitheciidae (сакита, уакарита и титита), Atelidae (паякообразни маймуни, ревачи и вълнести маймуни) и Aotidae (нощни маймуни). В по-старата научна литература се делят само на две семейства: Остроноктести (Callitrichidae) и Опашнохватателни маймуни (Cebidae).
Както говори наименованието им, тези маймуни се отличават от африканските и азиатските си събратя, известни като Тесноноси (Catarrhini) или Маймуни на Стария свят, преди всичко по широката си носова преграда и обърнати настрани ноздри. За разлика от тях имат и дванадесет предкътни зъба, вместо обичайните осем. Освен това за видовете от семейство Atelidae е характерна хватателната опашка, която служи като пета ръка. Друга особеност на американските маймуни е, че зрението на мъжките (с изключение на ревачите) не е трихроматично (цветно зрение в три основни цвята: червен, син и зелен), както при останалите маймуни и хората.
Всички маймуни на Новия свят живеят изключително по дърветата и повечето имат сравнително дребни размери, което ги прави трудно забележими и слабо познати на науката. През последните десетина години бяха открити редица нови видове. Характерно за повечето видове е и това, че са моногамни, образуват семейни двойки, като за малките се грижат и двамата родители.